# Medfødt rubella syndrom
Medfødt rubella (røde hunde) syndrom eller Congenit (medfødt) rubella syndrom (CRS) er den hyppigst forekommende diagnose blandt unge og voksne med medfødt døvblindhed. I Danmark er syndromet kun kendt i et enkelt tilfælde blandt den yngre befolkning,[kilde mangler] idet alle danske børn tilbydes vaccination mod mæslinger, fåresyge og røde hunde i det såkaldte MFR vaccinationsprogram. 
Hvis en gravid kvinde bliver smittet med rubellavirus, der forårsager røde hunde, kan fosteret også blive smittet. En sådan infektion er speciel kritisk, hvis smitten sker indenfor de første 16 til 20 uger af graviditeten. Efter den tid vil fosteret normalt være modstandsdygtig overfor smitten, og den giver få eller ingen skadevirkninger.
Selv om smitten kan påføre enhver del af kroppen skade, ser det ud til at øjne og ører er specielt udsatte for skadevirkninger, da begge organer netop dannes indenfor de 3 første måneder af graviditeten. I en del tilfælde kan mindre eller større neurologiske skader også forekomme.
Skaderne på børn født med CRS er meget forskellige. Gruppen omfatter både døve og døvblindfødte. Man ser mange af de samme mulige manifestationer (kendetegn) i begge grupper. For gruppen af døvblindfødte er syndromets konsekvenser som beskrevet nedenfor. 

## Det kliniske billede
Der er to forskellige faser, som gør sig gældende i forbindelse med CRS. Der er en fase med tidlige manifestationer og en fase med senmanifestationer med følgevirkninger af den oprindelige årsag til døvblindhed. Det kan betyde, at nogle af symptomerne først optræder i ungdommmen og i voksenalderen.
De symptomer, der først viser sig senere, er ofte ikke genstand for den samme opmærksomhed som de tidlige manifestationer.[kilde mangler] Manglende kendskab til disse sene følgevirkninger kan have alvorlige konsekvenser for den enkelte person med medfødt døvblindhed.
Der er stor forskel på følgerne blandt døvblindfødte med CRS, og det er derfor ikke muligt at give en bestemt karakteristik af gruppen. Det eneste, der er fælles, er det kombinerede sansetab samt en særlig risiko for bestemte senmanifestationer, som mange mener skyldes, at organerne lider under en varig infektion af rubellavirus. Det følgende er en oversigt over de fysiske og neurologiske problemer, som kan være en del af det kliniske billede i forbindelse med CRS.

## Tidlige manifestationer
| Hørelse                | Hørenedsættelse er den mest udbredte funktionsnedsættelse, der knytter sig til CRS. Der kan være tale om alle grader af høretab (sensorineuralt høretab). |
| Syn                    | Synsnedsættelse hos døvblindfødte mennesker med CRS kan variere fra en brugbar synsrest til blindhed. Synsnedsættelsen er ofte forårsaget af grå stær (cataract) på et eller begge øjne. Der kan også være tale om nethindebetœndelse (retinopati), ufrivillige øjenbevægelser (nystagmus), samt små øjeæbler (mikroftalmi). Der kan i enkelte tilfœlde vœre tale om synsnervesvind (optikus atrofi) og grøn stær (glaucom). Hos nyfødte kan hornhinderne vœre uklare, men der er her tale om et forbigående fænomen.                                                |
| Hjerte                 | En del døvblindfødte med CRS fødes med hjertefejl, som ofte bliver opereret inden for det første leveår. De fysiske defekter, det her kan dreje sig om, er hul mellem hjertekamrene (ventrikel septum defekt), forsnævring af klapperne mellem højre hjertekammer og lungepulsåren (pulmonal valvulær stenose), forsnævring af den fælles lungepulsårestamme (pulmonal arteriær stenose), åben forbindelse mellem venstre lungearterie og den store kropspulsåre (åben/patent ductus arteriosus).                                                                    |
| Neurologiske problemer | Hos døvblindfødte med CRS kan der forekomme hjerneskader. Hvis dette er tilfældet, kan der vœre tale om skader, der varierer i grad fra mild til alvorlig. Skaderne, der her er tale om, er: Indlœringsproblemer (fra mild til alvorlig), mental retardering, lille hoved (microcefali), motoriske problemer (cerebral parese, spastisk diplegi, hypotoni), problemer med balance og holdning, koordinationsvanskeligheder og epileptiske anfald. Hos nyfødte kan der endvidere vœre tale om døsighed, irritabilitet og stor blød plet i hovedet (bulende fontanel). |
| Vœksthœmning           | Lav fødselsvœgt blandt nyfødte med CRS forekommer ofte. Der kan isœr i det første leveår vœre tale om vœksthœmning (intrauterin vœkstretardering). Til trods for en normal produktion af vœksthormon vil vœksthœmningen hos nogle døvblindfødte med CRS rœkke ud over det første leveår, så der i voksenalderen er en noget lavere højde end hos gennemsnittet af andre voksne. |

## Senmanifestationer ved CRS
De senmanifestationer, der kan vœre tale om, forekommer specielt i hormonsystemet (endokrine system) og i hjernen. Alle organer kan dog tage skade.
Der kan være tale om følgende senmanifestationer:
| Diabetes                                     | Unge og voksne har en øget risiko for at udvikle diabetes (insulinafhœngig diabetes mellitus). De fleste undersøgelser angiver en hyppighed på omkring 20 %. Symptomer: voldsom tørst, voldsom urinering, vægttab, irritabilitet, søvnighed, opkast, vedvarende mavesmerter og væskemangel |
| Problemer med skjoldbruskkirtelen            | Personer med CRS kan udvikle en overaktiv (hyperthyreoidisis) eller en underaktiv (hypothyreoidisis) sjoldbruskirtel Symptomer: intolerance overfor enten kulde eller varme, vægttab eller vægtøgning, irritabilitet, svaghed, svedeture, tør hud og ændringer i stemmen.                  |
| Vœksthœmning                                 | Vœksthœmning kan forekomme selvom kroppen producerer vœksthormon i normalt omfang |
| Syn                                          | Grøn stœr (for højt tryk i øjet). Kræver særlig opmærksomhed, hvis der tidligere har været foretaget operation for grå stær Symptomer: udstående øjne, vedvarende røde øjne, rindende øjne, smerte, irritabilitet, øget gnidning eller slag på øjnene og reduceret synsskarphed.           |
| Hørelse                                      | Ændringer i hørelsen. Her er registreret såvel forbedring som forvœrring af hørelsen . |
| Det neurologiske system                      | CRS kan kendetegnes ved neurologiske ændringer, som vanskeligt kan forklares. Symptomerne: ændringer i tonus, holdning og koordination. |
| Adfærd                                       | Af og til vil der med tiden opstå nye typer adfærd eller man kan se ændringer i adfærd. Symptomer: opmœrksomhedssvigt, impulsivitet, selvskadende adfœrd, autistisk lign. adfærd |
| Progressiv rubellarelateret hjernebetœndelse | Dette er en meget sjælden neurologisk lidelse som typisk kan begynde i teenageårene. Symptomer: klodsethed, adfœrdsœndringer, intellektuel tilbagegang, dårlig balance, spasticitet, anfald.                                                                                               |
| Aldersbetinget tab af balance/førlighed      | Det igangværende projekt "Senmanifestationer og aldringssymptomer" kunne tyde på at aldringsprocesser for personer med CRS starter tidligere end i den almene befolkning. |
| Kredsløb                                     | CRS kan forårsage indsnœvring af inficerede blodårer. Dette kan påvirke gennemstrømningen i alle blodårer. Forsnœvring af nyrearterien kan medføre forhøjet blodtryk, som kan vœre vanskeligt at medicinere. Symptomer: som oftest ingen, hovedpine                                        |
| Epilepsi                                     | Nyere amerikanske og canadiske undersøgelse tyder på øget risiko. |